# Onthophagus mulleri
Onthophagus mulleri es una especie de insecto del género Onthophagus, familia Scarabaeidae, orden Coleoptera.

## Historia
Fue descrita científicamente por Lansberge en 1883.